# 灰颊仙鹟
灰颊仙鶲（学名：Cyornis poliogenys）为鶲科仙鶲属的鸟类。该物种的模式产地在锡金。